# A második világháborúban részt vett vadászrepülőgépek listája
A második világháborúban részt vevő, illetve annak ideje alatt kifejlesztett harci gépeket nevezzük így. A listában az egyes gyártók alatt szerepelnek kifejlesztett repülőgép típusaik.

## Ausztrália
- CAC (Commonwealth Aircraft Corporation)
  - Boomerang

## Egyesült Államok
- Bell
  - P–39 Airacobra
  - P–63 Kingcobra
- Curtiss
  - P–36 Hawk
  - P–40 Warhawk
- Douglas
  - A–20 Havoc
- Grumman
  - F4F Wildcat
  - F6F Hellcat
- Lockheed
  - P–38 Lightning
- North American
  - P–51 Mustang
- Northrop
  - P–61 Black Widow
- Republic
  - P–43 Lancer
  - P–47 Thunderbolt
- Vought
  - F4U Corsair

## Franciaország
- Bloch
  - MB–150, 151,152,153
- Dewoitine
  - D.520
- Morane-Saulnier
  - MS.406

## Finnország
- VL
  - Myrsky

## Japán
- Kawanishi
  - N1K–J
- Kawasaki
  - Ki–60
  - Ki–61
  - Ki–96
  - Ki–100
  - Ki–102
- Kyūshū
  - J7W
- Mitsubishi
  - A5M
  - A6M Zero
  - A7M
  - J2M
  - J8M
  - Ki–202
- Nakajima
  - Ki–27
  - Ki–43
  - Ki–44
  - Ki–84
  - Ki–201
  - J1N
- Yokosuka
  - E14Y

## Lengyelország
- PZL (Państwowe Zakłady Lotnicze)
  - P.7
  - P.11
  - P.24
  - 50 Jastrząb
  - 54 Ryś

## Nagy-Britannia
- Blackburn
  - Roc
- Bristol
  - Beaufighter
  - Blenheim
- Boulton Paul
  - Defiant
- De Havilland
  - DH.98 Mosquito
- Fairey
  - Albacore
  - Barracuda
  - Firefly
- Gloster
  - Gladiator
- Handley Page
  - Halifax
- Hawker
  - Hart
  - Hurricane
  - Tempest
  - Typhoon
- Supermarine
  - Spitfire
- Taylorcraft
  - Auster
- Vickers
  - Warwick
- Westland
  - Whirlwind

## Magyarország
- Weiss Manfréd
  - WM–23 Ezüstnyíl
  - WM–16 Budapest
  - WM–21 Sólyom
- MÁVAG
  - MÁVAG Héja (Olasz licenc alapján gyártva)
- Rába Járműipari Holding
  - Messerschmitt Bf 109 (német licenc alapján gyártva )

## Németország
- Dornier
  - Do 335
- Focke-Wulf
  - Ta 152
  - Ta 154
  - Fw 187
  - Fw 190
- Heinkel
  - He 100
  - He 111
  - He 112
  - He 162
  - He 219
- Junkers
  - Ju 52
  - Ju 88
  - Ju 87
- Bayerische Flugzeugwerke
  - Bf 109
  - Bf 110
- Messerschmitt
  - Bf 109
  - Bf 110
  - Me 163
  - Me 210
  - Me 262
  - Me 309
  - Me 410

## Olaszország
- Fiat
  - CR.32
  - CR.42
  - G.55
  - G.50
- Macchi
  - C.200
  - C.202
  - C.205
- Reggiane
  - Re.2000
  - Re.2001
  - Re.2002
  - Re.2005

## Románia
- IAR
  - 80

## Szovjetunió
- - Jak–1
  - Jak–3
  - Jak–7
  - Jak–9
- Lavocskin
  - LaGG–1
  - LaGG–3
  - La–5
  - La–7
- Mikojan–Gurjevics
  - MiG–1
  - MiG–3
- Petljakov
  - Pe–3
- Polikarpov
  - I–15
  - I–153
  - I–16
  - I–185